# アリソン・ブルックス
アリソン・ブルックス（Alison Brooks、1962年 - ）は、カナダ出身、イギリスロンドンで活躍する女性建築家。

## 経歴
ウォータールー大学を卒業後、1989年に渡英しイスラエル人インダストリアルデザイナーのロン・アラッド (Ron Arad)に７年間師事。1996年よりロンドンを拠点とするアリソン・ブルックス建築事務所（Alison Brooks Architects）を主催している。2008年イギリスで最も栄誉ある建築賞とされるスターリング賞をAccordia（ケンブリッジ）により共同受賞。2008年から2010年にかけてロンドンのAAスクールにてユニットマスターとして教鞭を執った。

## 主な作品
- VXO House（ロンドン、ハムステッド）
- Salt House (エセックス)
- Lens House （ロンドン）
- Accordia （ケンブリッジ）
- Newhall Be（ハーロウ）
- Wrap House（ロンドン）

## 受賞
- 2006年　スティーブン・ローレンス賞 (Wrap House, Chiswick)
- 2007年　マンサー・メダル（Salt House, Essex)
- 2008年　スターリング賞 　Fielden Clegg Bradley Studios、Maccreanor Lavingtonとの共同受賞　(Accordia, Cambridge)
- 2012年　年間建築家賞金賞 (AYA Architect of the Year Gold Award)、年間住宅建築賞 (AYA Housing Architect of the Year)
- 2013年　年間女性建築家賞 (AJ Woman Architect of the Year)